# Jean Barnabé Amy
Jean Barnabé Amy (Tarascón, Bocas del Ródano, 11 de junio de 1839-París, 24 de marzo de 1907), fue un escultor francés. Autor del Tambour d'Arcole erigido en Cadenet en 1894, compuso también une serie de máscaras mitológicas, religiosas o legendarias, de ángeles o de monstruos.

## Datos biográficos
Jean Barnabé Amy nació en Tarascón en el seno de una familia de labradores en las estribaciones de la Montagnette el 11 de junio de 1839.
Al tiempo que pastorea a las ovejas, talla en madera de olivo varios objetos, que son admiradas por sus allegados. Adolphe Druon, alcalde de la comuna, le asignó una beca que le permitió al joven artista la entrada a la Escuela de Bellas Artes de Marsella.
Desde el primer año, obtuvo los primeros premios de escultura, dibujo y Arquitectura, gracias a los cuales es admitido para preparar, París, como alumno de Bonacieux y de Dumont, el concurso de las Bellas Artes donde accede en 1864.
Comienza su participación en los Salones en el año 1868 donde consiguió su primera medalla por La Muse de Ponsard, bajorrelieve ofrecido a la Villa de Tarascon.
Expuso cada año hasta su muerte: Le Remords (Lunel), La Béatitude, Les trois Félibres, Figaro (en colaboración conBoisseau, consiguen el primer premio en el concurso con la obra homónima al famoso Le Figaro), De Thou, Lamartine, dos obras monumentales, así como numerosas terracotas, grupos alegóricos y más de doscientas máscaras representando a sujetos mitológicos o legendarios, entre ellos la Tarasca.
La mayor parte de sus obras son conservadas en los museos de Aviñón, Montpellier, Arlés y Marsella.
Fue amigo de los Félibriges provenzanos Frédéric Mistral y Joseph Roumanille, también de Alphonse Daudet y Paul Arène, de los que realizó retratos.
Participante en el movimiento del Renacimiento Provenzal, Vicepresidente de los Félibriges de París, colaboró con diversos periódicos regionales como La Cornemuse, L’Echo de Provence, Lou Viro-Souleù, Le mois cigalier.
Su talento literaio no se revela hasta el año 1899 cuando publicó Tarascon par un tarasconnais, valioso testimonio sobre la vida del país de Tartarín en el siglo XIX. Describe las riquezas de la ciudad : monumentos, lugares público, fiestas y tradiciones, percibidos por un poeta y escultor apasionado de su ciudad natal.
Falleció el 24 de marzo de 1907, fue inhumado en el cementerio de Tarascón y sobre su tumba un amigo plantó un olivo que aún hoy está cortado por un Félibrige.

## Obras

### Esculturas
- Le remords, 1877, en Lunel
- Figaro
- Le Tambour d'Arcole, 1894, en Cadenet

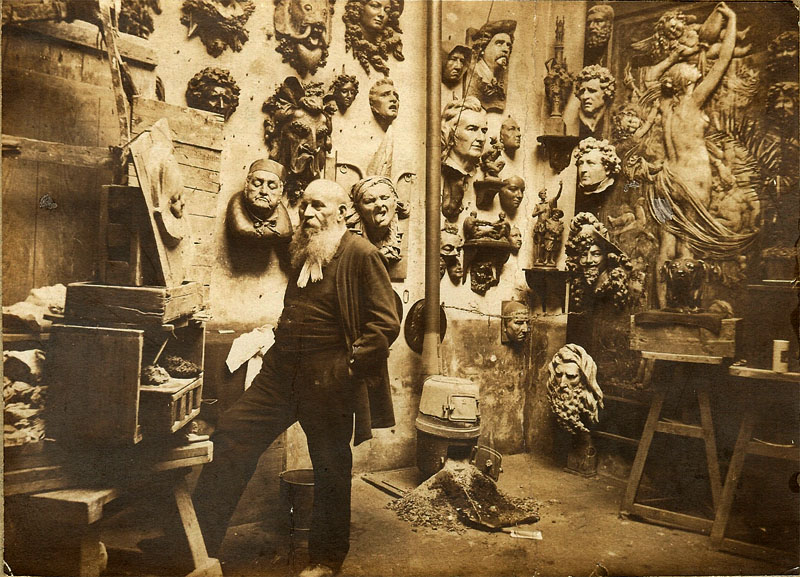
Retrato de Jean Barnabé Amy en siu taller

- La Tarasque, 1883. Múltiples versiones entre ellas una realizada en terracota y conservada en el museo Arlaten de Arlés y otra en bronce en Tarascon
- Jacques Auguste de Thou (en:), fachada del Ayuntamiento de París
- Les trois félibres : Frédéric Mistral, Joseph Roumanille, Théodore Aubanel, 1875, Museo Calvet, Aviñón
- Máscaras, bajorrelieve y busto de Mistral, del que realizó un bajorrelive en bronceconservado en el museo Granet en Aix-en-Provence
- Coronamiento del teatro de Tarascon que representa una lira sostenida por dos ángeles, Tarascon
- Don Quijote y Sancho Panza, 1887
- Busto de Ulpien, jurisconsulto romano, 1877
- Numerosas Máscaras y Retratos de personajes mitológicos o legendarios

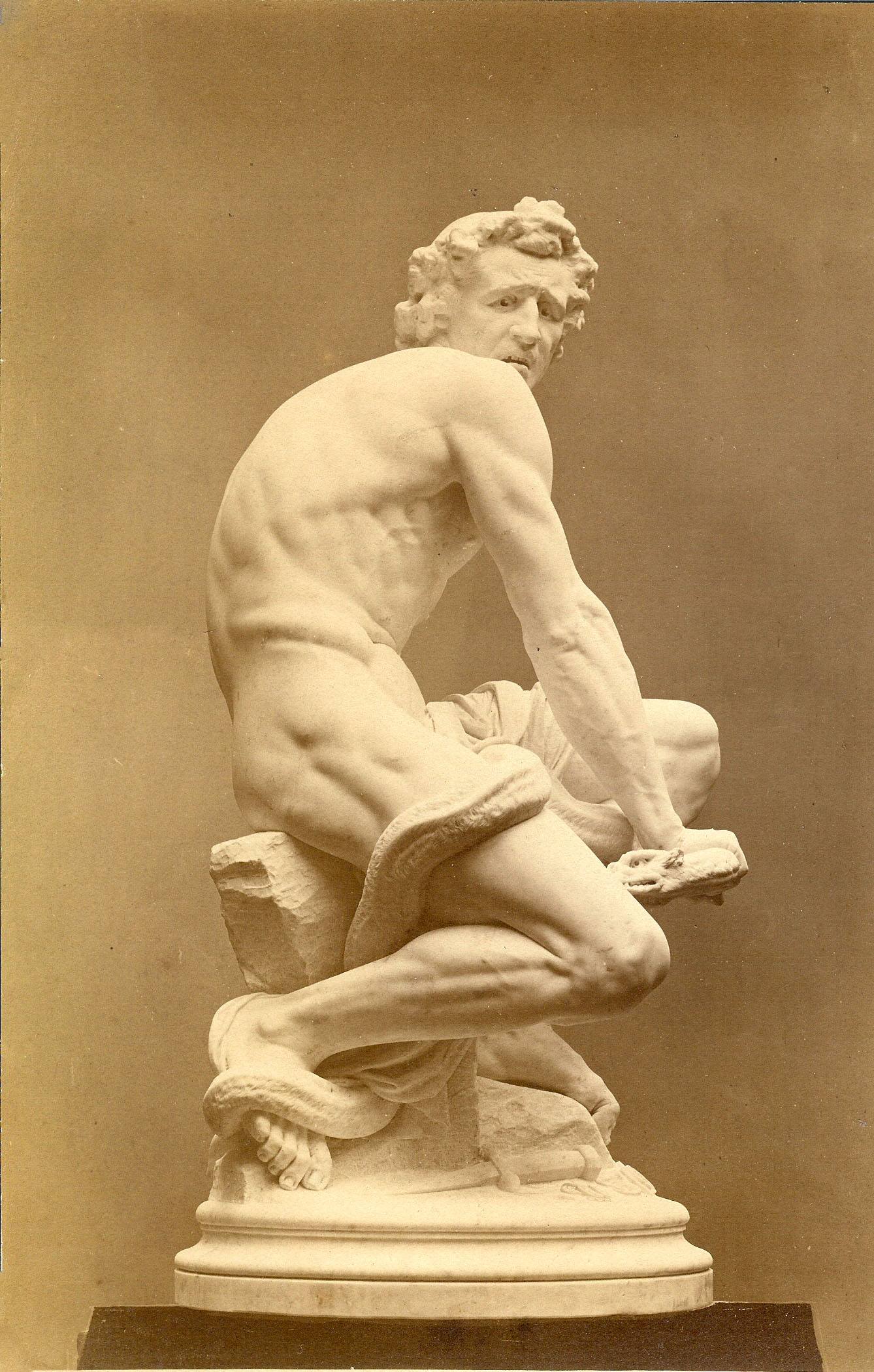
Le remords
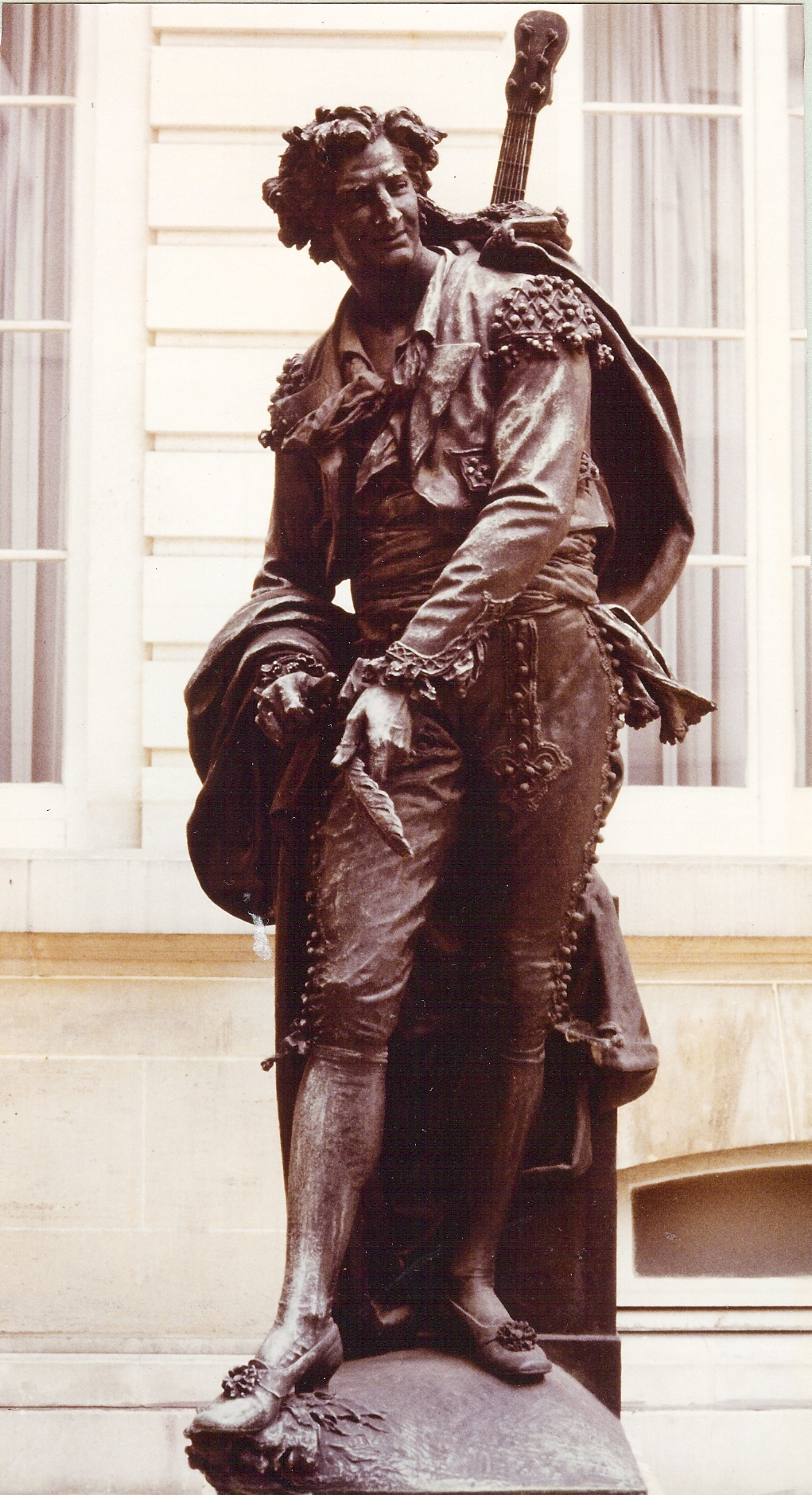
Figaro
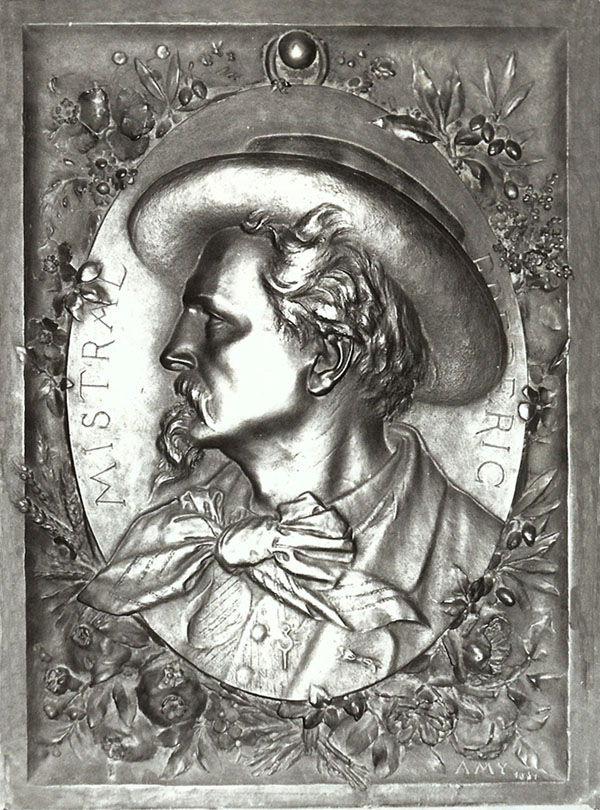
Frédéric Mistral
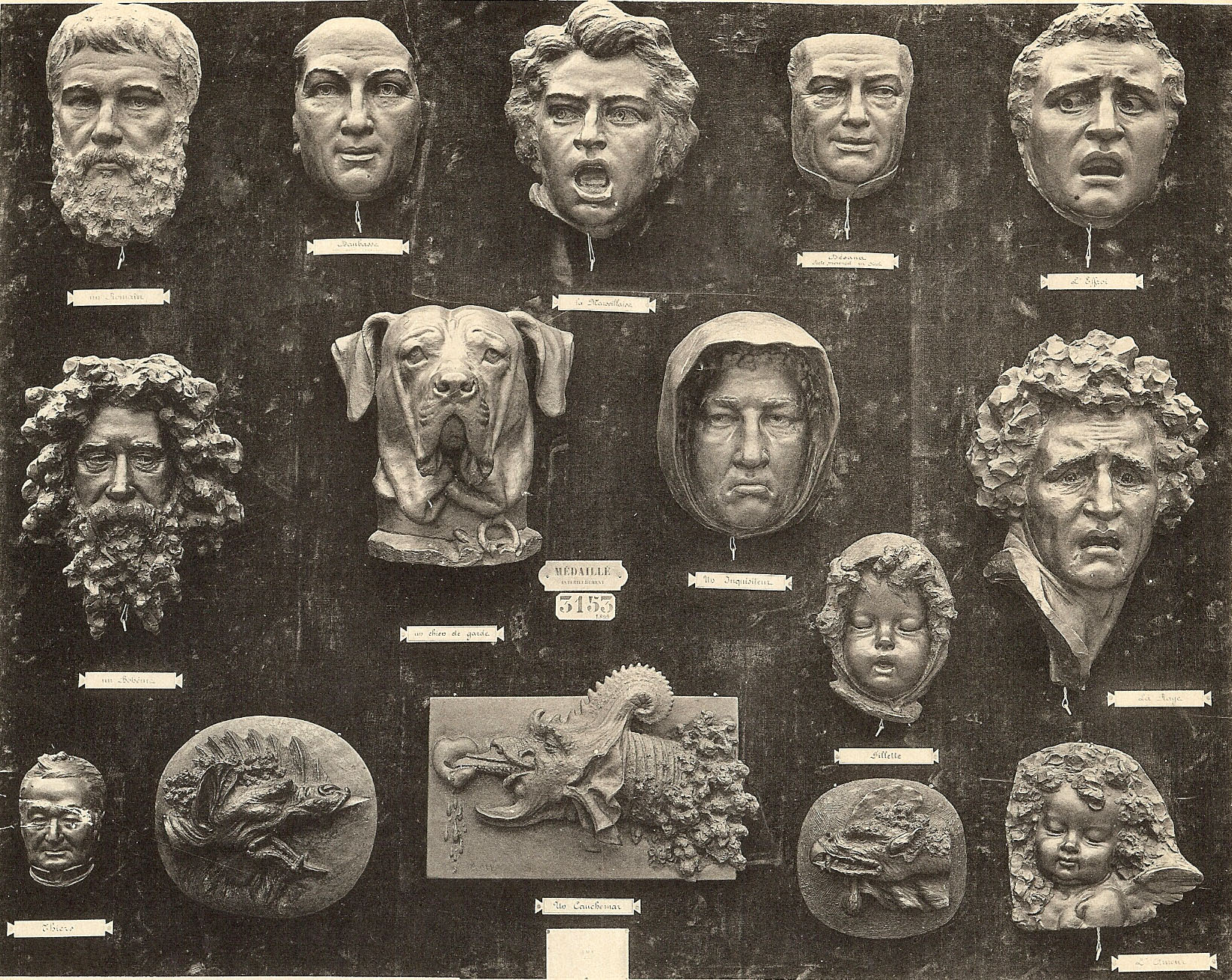
máscaras
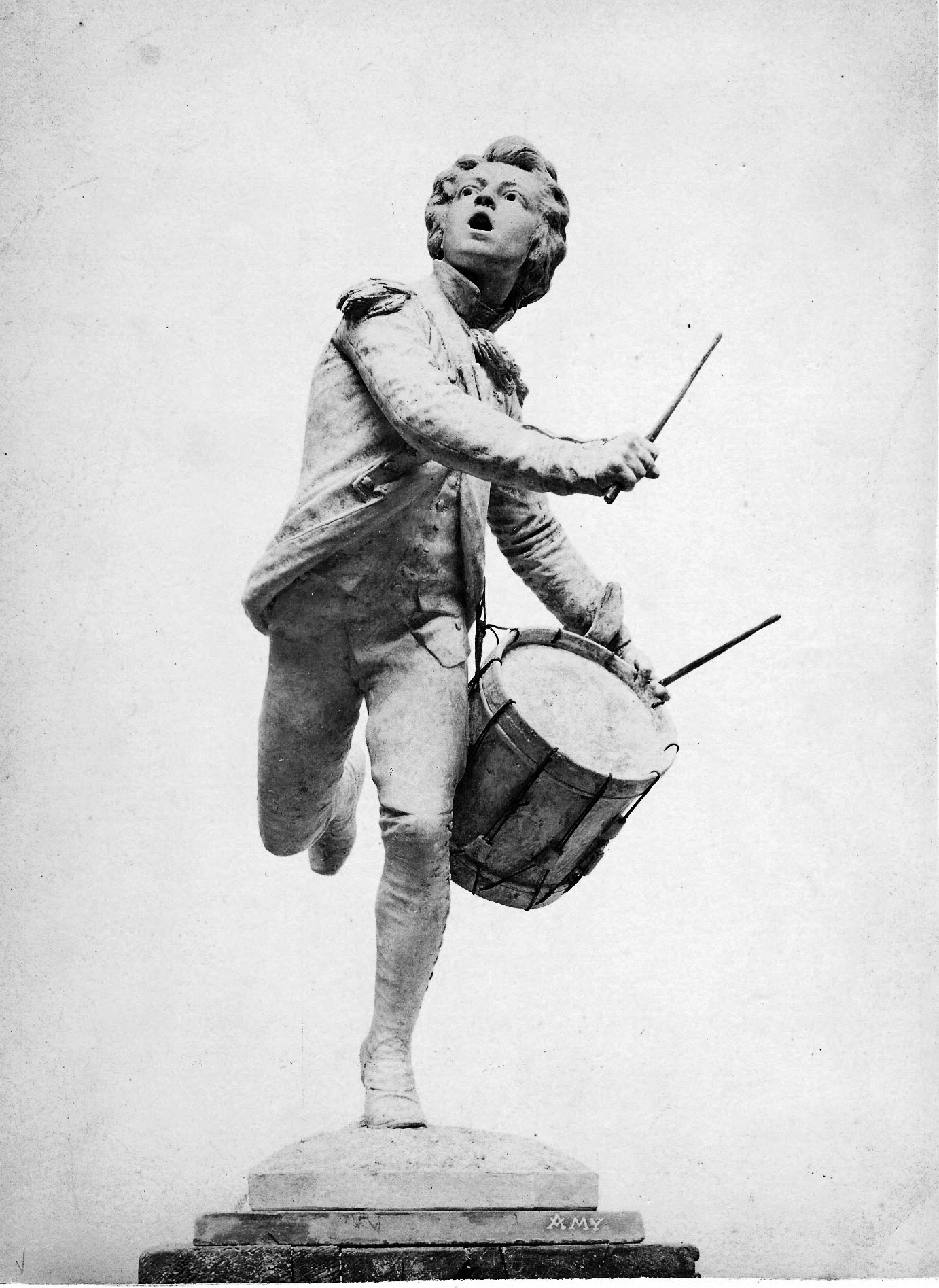
Le Tambour d'Arcole
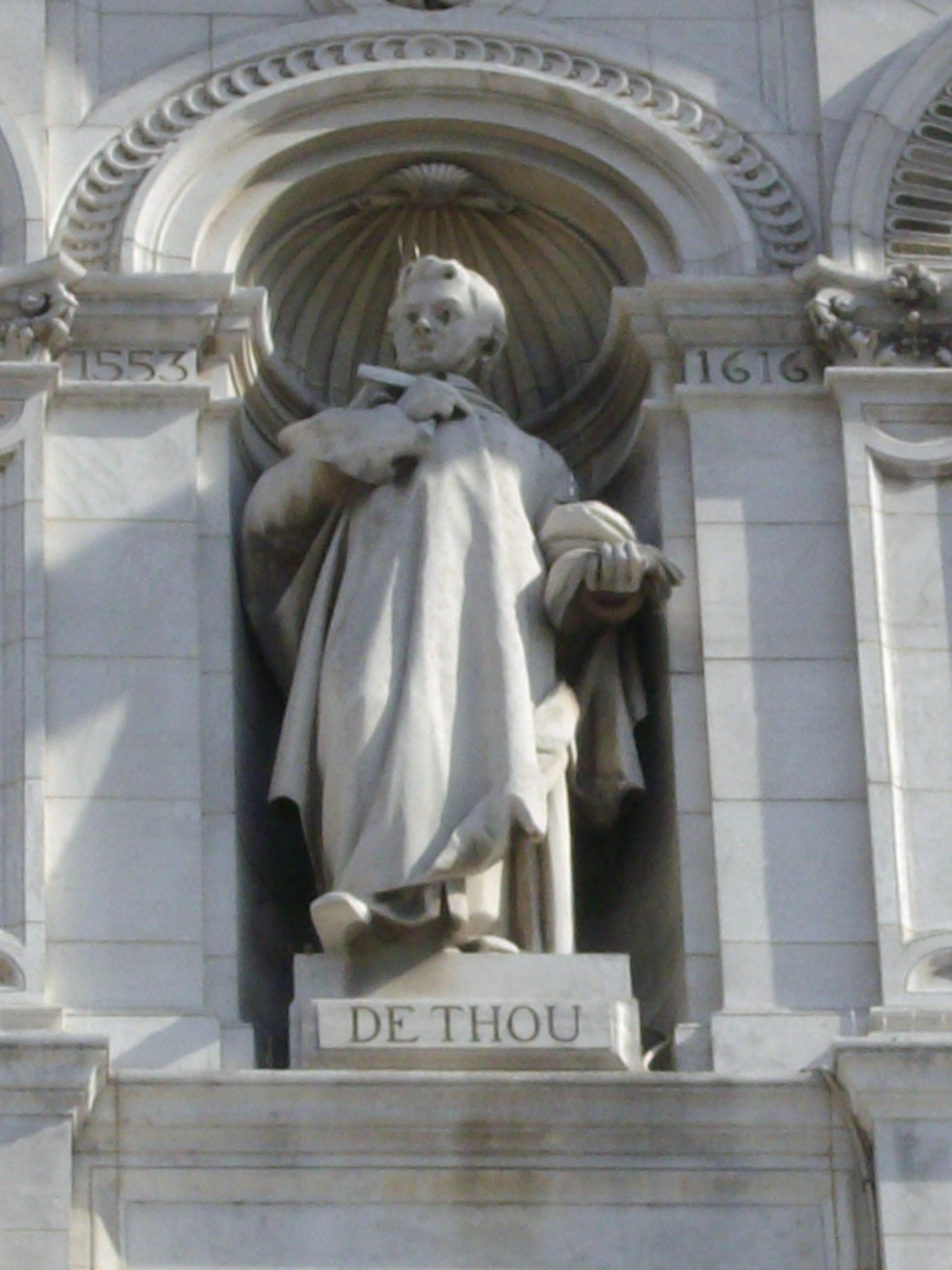
De Thou
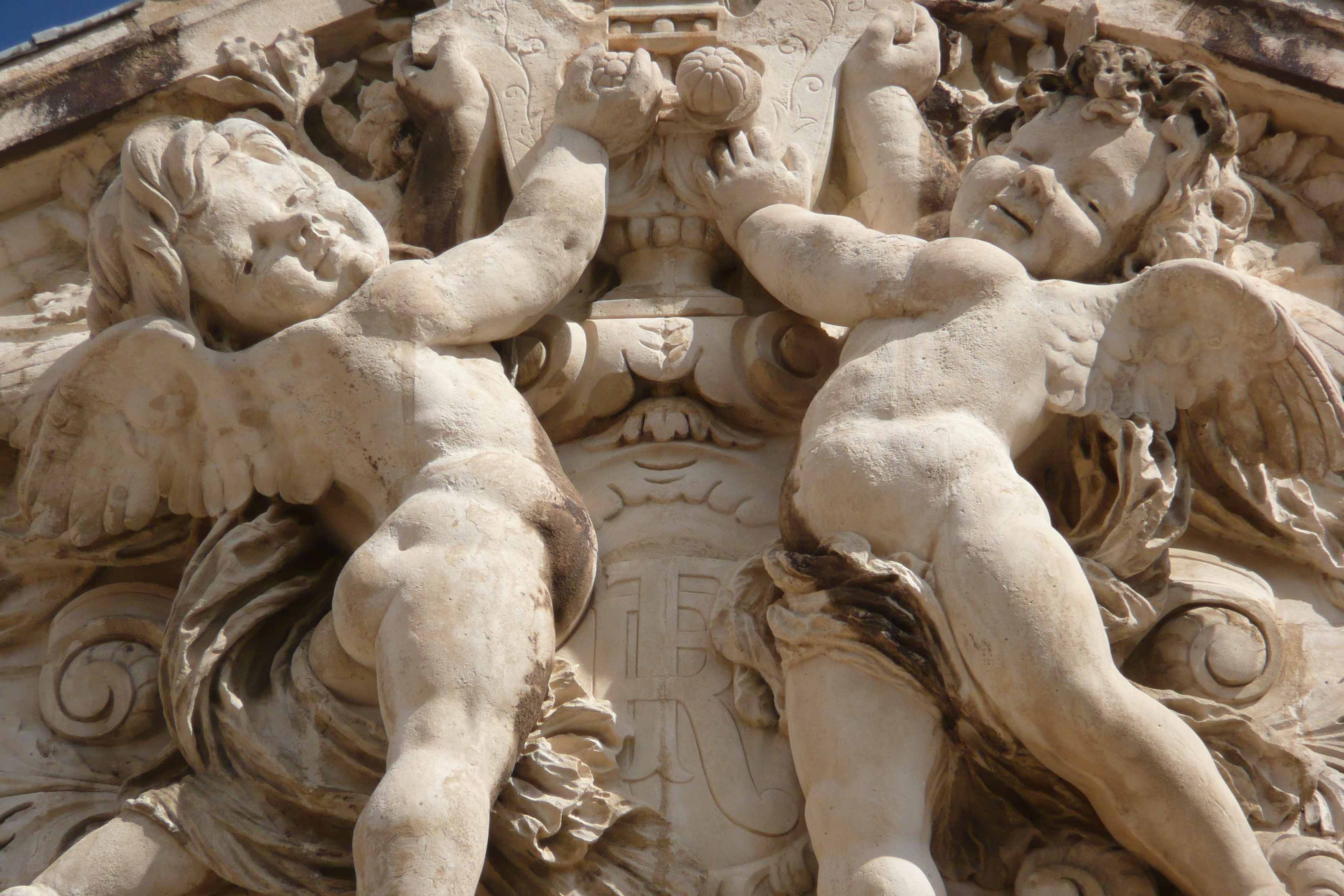
Teatro de Tarascon

### Obras literarias
- Tarascon par un tarasconnais, 1899

- Artículos y poemas :
  - Aux artistes du midi, Viro Souleu, 15 de enero de 1895
  - A propos de règlement du salon, L'indépendant, 28 de enero de 1881
  - Au printemps, La Cornemuse, 25 de octubre de 1891
  - Le chateau du Roi René à Tarascon, La Farandole
  - Un rêve d'adolescent, Beaucaire, 1895